# 주후쿠오카 대한민국 총영사관
주 후쿠오카 대한민국 총영사관은 1966년 일본 후쿠오카시에 개설된 대한민국 외교부 소속의 총영사관이다.

## 공관 연혁
- 1946년 9월 20일: 주일본 한국대표부(현 주일본 대한민국 대사관의 전신) 후쿠오카 사무소 개설[2]
- 1966년 1월 27일: 총영사관으로 승격.[2] 당시 주소 후쿠오카시 다이묘마치 3초메 28(福岡市大名町3丁目28)[3]
- 1988년 10월: 청사 및 관저 국유화사업(신축) 계획에 의거[2] 후쿠오카시 주오구 아카사카 1초메 10-20(福岡市中央区赤坂1丁目10-20) 소재 구청사[4] 매각후, 현재의 부지로 이전 추진[2]
- 1990년 12월 21일: 신청사 및 관저로 이전[2]

## 관할지역
- 규슈 7현
  - 후쿠오카현
  - 사가현
  - 나가사키현
  - 구마모토현
  - 오이타현
  - 미야자키현
  - 가고시마현
- 오키나와현[1]

## 역대 공관장
| 대수          | 성명           | 부임             |
| ------------- | -------------- | ---------------- |
| 제1대 총영사  | 정문순(鄭文淳) | 1966년 5월 6일   |
| 제2대 총영사  | 박인수(朴仁洙) | 1975년 8월 11일  |
| 제3대 총영사  | 황원형(黃元瀅) | 1976년 7월 26일  |
| 제4대 총영사  | 남홍우(南洪祐) | 1979년 9월 25일  |
| 제5대 총영사  | 정구욱(鄭求郁) | 1982년 1월 16일  |
| 제6대 총영사  | 김권만(金權萬) | 1986년 3월 20일  |
| 제7대 총영사  | 최용찬(崔容燦) | 1990년 7월 20일  |
| 제8대 총영사  | 우종호(禹鍾淏) | 1993년 4월 30일  |
| 제9대 총영사  | 배태수(裵泰洙) | 1995년 9월 29일  |
| 제10대 총영사 | 서현섭(徐賢燮) | 1998년 5월 18일  |
| 제11대 총영사 | 홍성화(洪性和) | 2001년 2월 12일  |
| 제12대 총영사 | 조성용(趙誠勇) | 2001년 8월 31일  |
| 제13대 총영사 | 김영소(金榮昭) | 2004년 3월 13일  |
| 제14대 총영사 | 김현명(金賢明) | 2007년 3월 23일  |
| 제15대 총영사 | 조정원(趙廷元) | 2010년 3월 12일  |
| 제16대 총영사 | 박진웅(朴鎭雄) | 2013년 5월 29일  |
| 제17대 총영사 | 김옥채(金玉彩) | 2016년 11월 1일  |
| 제18대 총영사 | 손종식(孫鍾植) | 2017년 12월 28일 |
| 제19대 총영사 | 이희섭(李熙燮) | 2020년 11월 6일  |
| 제20대 총영사 | 박건찬(朴建燦) | 2022년 8월       |

## 같이 보기

### 일반 주제
- 대한민국의 재외공관 목록
- 주일본 대한민국 대사관
- 일본 주재 외국공관 목록
- 대한민국-일본 관계

### 일본에 설치된 다른 대한민국 총영사관
- 주오사카 대한민국 총영사관
- 주삿포로 대한민국 총영사관
- 주요코하마 대한민국 총영사관
- 주나고야 대한민국 총영사관
- 주센다이 대한민국 총영사관
- 주니가타 대한민국 총영사관
- 주히로시마 대한민국 총영사관
- 주고베 대한민국 총영사관

### 후쿠오카에 설치된 다른 외국 공관
- 주후쿠오카 미국 영사관
- 주오사카 타이베이 경제문화판사처 후쿠오카 분처